# 김주영 (1987년생 모델)
김주영(1987년 6월 19일~)은 대한민국의 여자 배우이고, 2014년에 뮤지컬 브로드웨이 42번가로 첫 데뷔하였으며, 2019년에 영화배우로 데뷔하였다.

## 학력
- 동덕여자대학교 실용음악학과 학사

## 출연작

### 영화
- 2019년 : 《링링》

### 공연

#### 뮤지컬
- 2014년 : 브로드웨이 42번가
- 2016년 : 브로드웨이 42번가
- 2019년 : 잭 더 리퍼
- 2019년 : 창문넘어 어렴풋이
- 2019년 : 보디가드 (서울)
- 2021년 : 하데스타운 (서울)
- 2022년 : 하데스타운 (대구)
- 2022년 : 하데스타운 (부산)
- 2022년 : 물랑루즈
- 2023년 : 컴프롬어웨이